# A Megbékélés Háza
A Megbékélés Háza a Magyarországi Evangéliumi Testvérközösség (MET) Budapesten, Békásmegyeren (Királyok útja 297.) található temploma.

## A MET és a templom története
A Magyarországi Evangéliumi Testvérközösség metodista hitelvi alapon álló evangéliumi szabadegyház. Örököse az anglikán egyházon belüli, Wesley János teológus és lelkipásztor által indított mozgalomnak, mely a 18. század végén Metodista egyház néven önálló egyházzá szerveződött. A MET a 70-es évek közepén, az Állami Egyházügyi Hivatallal való együttműködés megtagadása, s emiatt a Magyarországi Metodista Egyháztól való elszakadás nyomán jött létre. Közel 8 évi üldöztetés után, melynek során elvették templomaikat, s egyes lelkészeiket felfüggesztett börtönbüntetésre ítélték; 1981. október 1-jétől ismerte el az állam e közösséget. A kis egyház országosan 10 lelkész gondozásában kb. 3000 tagot számlál.
Intézményei között van a Wesley János Lelkészképző Főiskola, ahol teológusait, lelkészeit, vallástanárait, szociális munkásait és környezetbiztonsági szakembereit (500 diák) képzi. Félárva családokat támogat, három hajléktalan szállót, kórházat működtet (utóbbit 1993-ban II. Erzsébet brit királynő is meglátogatta).
Istentiszteleteiket egy átalakított, volt kocsmában tartották. 1992-ben a Fővárostól 5500 m² területet kaptak beépítésre és parkosításra. A rossz minőségű, törmelékes és szemetes talaj megtisztítását követően a parkba eddig mintegy 1000 fát, cserjét és fenyőt ültettek.
A templom építésével Nagy Bálint és Társai tervező irodáját, a kivitelezéssel Zsigmond és Társa szövetkezetét bízták meg, a munkát a Tulát Bt. fejezte be. Az eredeti, fából tervezett épületet a Tűzoltóság nem engedélyezte, emiatt évekig állt a munka. Végül a templom módosított terv alapján 1998-ra készült el; október 1-jén avatta fel Iványi Tibor, az egyház elnöke. A költségeket a Megbékélés Háza Alapítvány, a Főváros, a III. Kerületi Önkormányzat és az egyház viselte.

## A templom leírása
A kis, 500 m² alapterületű templom kívül-belül az ismételten megjelenő kereszttel és Mózes kőtábláival a keresztény és zsidó vallások testvériségét hirdeti. Világos, meleg hangulatú belső terének falai téglából készültek, faburkolatos mennyezettel. Alaprajza hagyományos, kereszt formájú. A vörösfenyőből készült padok V-alakban, középhajóval elválasztva fordulnak az oltár felé. A padokon elől és a Mózes-széken Dávid-csillag, a padok oldalainak felső része a két kőtáblára emlékeztető két félkör formájában faragott, alattuk kereszttel. A jobb oldali ablakon a menóra, a bal oldalin a „megtartó hajó” képe, az oltár fölött Mózes kőtáblái. A szentély dísze: az oltár mögött a Természetet szimbolizáló élő szőlőtőke, melynek ágai T alakú keresztre futnak fel, alatta kövek, fölötte V alakú üvegtetőn át árad be a fény. A kisméretű Úrasztal balján vörösréz keresztelőkút, jobbján a szószék.
Az oltárral szemben a karzatból előre ugró, kétmanuálos, szép, régi, Angster-alapú orgona. A templomban minden hónap utolsó hétfőjén hangversenyt tartanak. A 80 kilós harang holland adomány, a Főváros közvetítésével kapta a gyülekezet.

## Külső hivatkozások
- A Megbékélés Háza honlapja
- A Magyarországi Evangéliumi Testvérközösség honlapja
- A Wesley János Lelkészképző Főiskola honlapja
- Schiffer Anna: „Tiszteletes urkám, maga itt nem törődik a lelkekkel?” – kérdezte Józsi bácsi (riport). nol.hu, 2008. szeptember 5. (Hozzáférés: 2021. szeptember 15.)